# Гусєв Володимир Кузьмич
Володимир Кузьмич Гусєв (рос. Владимир Кузьмич Гусев; 19 квітня 1933, Саратов — 29 серпня 2022, там само) — радянський державний діяч, 1-й секретар Саратовського обкому КПРС, заступник голови Ради міністрів СРСР, 1-й заступник голови Ради міністрів Російської РФСР. Член ЦК КПРС у 1981—1990 роках. Депутат Верховної Ради СРСР 7-го, 10—11-го скликань. Депутат Верховної ради РРФСР 9-го скликання. Депутат Державної думи Російської Федерації 1—2-го скликань (1993—2000). Член Ради Федерації Російської Федерації (2001—2012). Кандидат технічних наук (1972), доктор технічних наук, професор. Член-кореспондент Російської академії природничих наук. Академік Академії економічних наук і підприємницької діяльності Росії. Дійсний член (академік) Академії технологічних наук Російської Федерації. Дійсний член Міжнародної академії бізнесу.

## Життєпис
Народився в родині службовця.
У 1950—1953 роках — студент Саратовського сільськогосподарського інституту. У 1953—1957 роках — студент хімічного факультету Саратовського державного університету, хімік-технолог.
У 1957—1958 роках — лаборант кафедри фізики-хімії полімерів і колоїдів Саратовського державного університету.
У 1958—1960 роках — змінний інженер, начальник зміни, диспетчер, заступник начальника центральної лабораторії, у 1960—1963 роках — головний технолог Енгельського комбінату хімічного волокна імені Ленінського комсомолу Саратовської області.
Член КПРС з 1963 по 1991 рік.
У 1963—1970 роках — головний інженер Енгельського комбінату хімічного волокна імені Ленінського комсомолу.
У 1969 році без відриву від виробництва закінчив факультет промислової економіки Саратовського державного економічного інституту, економіст з планування промисловості.
У 1970—1975 роках — директор Енгельського комбінату хімічного волокна імені Ленінського комсомолу Саратовської області.
У 1975—1976 роках — 1-й секретар Енгельського міського комітету КПРС Саратовської області.
У січні — 28 листопада 1976 року — 2-й секретар Саратовського обласного комітету КПРС.
28 листопада 1976 — 11 квітня 1985 року — 1-й секретар Саратовського обласного комітету КПРС.
11 квітня 1985 — 20 червня 1986 року — 1-й заступник голови Ради міністрів Російської РФСР.
19 червня 1986 — 26 грудня 1990 року — заступник голови Ради міністрів СРСР. Одночасно у 1987—1991 роках — голова Бюро Ради міністрів СРСР із хіміко-лісового комплексу. Влітку 1986 року брав участь в ліквідації наслідків аварії на Чорнобильській АЕС, був головою державної комісії.
З 11 червня по 28 серпня 1991 року — голова Державного комітету СРСР із хімії і біотехнологій — міністр СРСР. З 28 серпня по 26 листопада 1991 року — в.о. голови Державного комітету СРСР із хімії і біотехнологій — міністр СРСР.
У 1992—1993 роках — віцепрезидент акціонерного товариства «Агрохімбізнес», віцепрезидент науково-виробничої корпорації «Промисловець».
Член Ліберально-демократичної партії Росії з 1993 по 2001 рік.
У грудні 1993 року обраний до Державної думи I скликання по загальнофедеральних округу від ЛДПР. Був головою Комітету з промисловості, будівництва, транспорту та енергетики, членом фракції «ЛДПР». У жовтні 1995 року обраний до Державної думи IІ скликання по загальнофедеральних округу від ЛДПР.
У 2000—2001 роках — віцепрезидент «Сибірсько-Уральської нафтогазохімічної компанії», заступник голови Спілки вітчизняних товаровиробників.
З 2001 по 2010 рік — представник від адміністрації Івановської області в Раді Федерації Федеральних Зборів Росії. У 2001—2002 роках — голова Комітету Ради Федерації у справах СНД. З 28 квітня 2010 року по 24 квітня 2012 року — представник від виконавчого органу державної влади Саратовської області в Раді Федерації Федеральних Зборів Росії.
Помер 29 серпня 2022 року. Похований на Троєкуровському цвинтарі Москви.

## Нагороди і звання
- два ордени Леніна (1971, 1982)
- орден Жовтневої Революції (1976)
- орден «Знак Пошани» (1965)
- орден Мужності (Російська Федерація) (1996)
- орден «За заслуги перед Вітчизною» IV ст. (Російська Федерація) (2007)
- медаль «У пам'ять 850-річчя Москви» (1997)
- медаль «У пам'ять 1000-річчя Казані» (2005)
- медаль Росрезерву «За сприяння» (2011)
- медалі